# Jean-Marc Ferreri
Pour les articles homonymes, voir Ferreri.
Jean-Marc Ferreri, né le 26 décembre 1962 à Charlieu (Loire), est un footballeur international français évoluant au poste de milieu offensif ou attaquant. Il est devenu consultant.

## Biographie

### Carrière
Remarqué par Guy Roux alors qu'il jouait avec le petit club de Pouilly-sous-Charlieu (Loire) au sein de l'entente Loire-Sornin, Jean-Marc Ferreri rejoint l'AJ Auxerre en 1976 (alors que le club n'a pas de centre de formation et évolue en D2). Il franchit les paliers petit à petit et débute en D2 en 1980 et remporte son premier titre. Auxerre s'installe petit à petit au plus haut niveau et il le doit en grande partie à son numéro 10. Excellente vision du jeu, grand sens du dribble, Jean-Marc deviendra le premier international de l'AJ Auxerre en octobre 1982. Il s’installera en équipe de France et participera successivement à l’Euro 84 puis la Coupe du monde 86. Toutefois, barré par le "carré magique" (Luis Fernandez, Jean Tigana, Alain Giresse et Michel Platini), il se contente du banc de touche. En club, l’AJ Auxerre découvre l'Europe dès la saison 1984/85.
En 1986, après le Mondial mexicain qui l'a vu terminer 3e, Ferreri rejoint les Girondins de Bordeaux, le meilleur club français à l’époque, pour 22 millions de francs. Au sein d'une dream team française, il remporte son premier titre national en 1987 et accroche également une Coupe de France. Chez les Bleus, ils échouent à se qualifier pour l’Euro 1988 puis pour la Coupe du monde 1990 et dans le même temps les Bordelais laissent leur fauteuil de moteur du foot français à l'Olympique de Marseille qui triomphe en championnat en 1989 puis 1990. Ferreri retourne dans son club formateur l'AJ Auxerre en 1991. Après une saison, il parvient à se remettre sur les rails mais rate l'Euro 1992. L'équipe de France lui tourne le dos et afin de recouvrer son ancien statut il signe à l’OM. Il avouera plus tard dans une interview accordée au site lequipe.fr au début des années 2000, que l'équipe de France de la fin des années 1980 n'était pas une partie de plaisir, et que "personne ne voulait y aller".
Commence alors sa seconde histoire d’amour. Jean-Marc intègre l’armada olympienne, partie à la conquête de l’Europe. Il joue très peu mais aime le club. À l’issue de la saison, il rejoint Martigues. Un peu à la surprise générale, le club martégal se maintient parmi l’élite, mais Ferreri rentre à Marseille pour aider le club en D2. Avec des joueurs comme Marc Libbra, Marcel Dib, Tony Cascarino, il termine champion de D2 en 1995, puis deuxième en 1996. Le sentiment du devoir accompli, à 35 ans, Jean-Marc renonce à la D1 et signe au SC Toulon, tout juste remonté en D2 après deux années en National. Ensuite, il rejoint le FC Zurich. Au bout de 6 mois, il rentre en France et termine sa carrière à Saint-Denis Saint-Leu.

## Palmarès

### En club
- Vainqueur de la Ligue des Champions en 1993 avec l'Olympique de Marseille
- Champion de France en 1987 avec les Girondins de Bordeaux
- Vainqueur de la Coupe de France en 1987 avec les Girondins de Bordeaux
- Champion de France de Division 2 en 1980 avec l'AJ Auxerre et en 1995 avec l'Olympique de Marseille
- Vainqueur de la Coupe des Alpes en 1985 avec l'AJ Auxerre
- Vainqueur de la Coupe Gambardella en 1982 avec l'AJ Auxerre

### En équipe de France
- 37 sélections et 3 buts entre 1982 et 1990
- Champion d'Europe des Nations en 1984
- Troisième de la Coupe du monde 1986
- Vainqueur du Tournoi de France en 1988
- Vainqueur du tournoi du Koweït en 1990

## Distinctions et records
- Meilleur buteur de la Coupe d'Europe des Clubs Champions en 1988 (4 buts)
- Membre de l'équipe de l'année World Soccer Awards avec l'équipe de France en 1984
- Membre de l'équipe européenne de l'année France Football avec l'équipe de France en 1984
- Membre du club de l’année France Football avec l'Olympique de Marseille en 1992
- Membre de l'équipe de France alignant 19 matchs sans défaite entre mars 1989 et le 19 février 1992 (record national de l'époque)
- Membre de l'équipe de France remportant tous ses matchs qualificatifs à l'Euro 1992 (une première en Europe)
- Remporte avec l'Olympique de Marseille la Ligue des Champions en 1993 sans perdre un seul match

## Consultant à la télévision
Jean-Marc Ferreri commence à collaborer pour France Télévisions (où il a commenté quelques matches de la Coupe du monde 1998 en compagnie de Michel Drhey) puis à TPS Star et Eurosport où il commentait des matches de Ligue 2 et de Coupe de France.
Aujourd'hui, il commente les matchs de l'Olympique de Marseille sur la chaîne du club OM TV. Il est également présent aux commentaires lors des matches en Ligue Europa sur la chaîne M6 et W9 avec Thierry Roland jusqu'à ce que ce dernier décède le 16 juin 2012, pendant l'Euro 2012. Il a commenté au mois de juin 2008 quelques matches de l'Euro 2008 sur ces mêmes chaînes avec Jérôme de Verdière. Depuis, il commente  régulièrement les matchs de Ligue Europa sur W9 (jusqu'en 2018) et les matchs de l'Euro sur M6 en compagnie de Denis Balbir. Ils commentent notamment la finale de l'Euro 2016 opposant la France et le Portugal.
À partir de 2018, TF1 et M6 se partagent la diffusion des matches de l'équipe de France de football pour la période 2018-2022. Jean-Marc Ferreri et Denis Balbir commentent les matches diffusés sur M6 jusqu'en 2020, année où ils sont remplacés par la paire Xavier Domergue, Robert Pirès.
Il reste cependant aux commentaires, avec Denis Balbir, de la meilleure affiche européenne lors des trêves internationales, diffusée sur W9.
De plus, depuis la saison 2021/2022, il commente au côté de Xavier Domergue l'affiche de Ligue Europa ou Ligue Europa Conférence diffusée sur W9. Cela est dû au fait que Robert Pirès doit rester sur Canal+ pour parler de la C3 et de la C4.